# ㅣ

筆順

ㅣは、ハングルを構成する母音字母のひとつ。呼称はイ（이）。24番目の字母（『訓蒙字会』以降は母音字母としては10番目、『訓民正音』当時は「天地人」の「人」を表し、最初の「ㆍ」から3番目）である。始めから終わりまで音色の変わらない単母音を表す。

## 音声
唇を両横に開き、前舌を硬口蓋に接近させた非円唇前舌狭母音[i]で発音される。/ㅜ/[u]や/ㅡ/[ɯ]よりも舌の最上部が前に動き硬口蓋に近づいている。

## 沿革
『訓民正音』の中声字においてその直立した字形は人を象ったものとされ、陰にも陽にも属さない中性母音に分類される。世宗序では「如侵字中聲」と規定されている。
その名称は『訓蒙字会』（1527年）でイ（伊이の中声部分）とされた。
ただし現代朝鮮語における擬声語・擬態語や用言の活用における扱いは陰母音であり、擬声語・擬態語では陽母音ㅐに対立する陰母音となっている。

## ラテン文字転写
文化観光部2000年式、マッキューン＝ライシャワー式ともにiと表記される。企業名や人名、団体名では、eeと表記することもある。また、子音無しの이の場合はyを補ってyiやyeeとすることもある。（例：李（姓の一つ）→Yi）

## 造字
ㅣは中性であるので陽母音・陰母音ともに結合することができる。結合する際に必ず最後の要素となる。
- 陽母音
  - ㅏ + ㅣ = ㅐ [ɛ]
  - ㅑ + ㅣ = ㅒ [jɛ]
  - ㅗ + ㅣ = ㅚ [ø]([we])
  - ㅗ + ㅏ + ㅣ = ㅙ [wɛ]
- 陰母音
  - ㅡ + ㅣ = ㅢ [ɰi]
  - ㅓ + ㅣ = ㅔ [e]
  - ㅕ + ㅣ = ㅖ [je]
  - ㅜ + ㅣ = ㅟ [y]([wi])
  - ㅜ + ㅓ + ㅣ = ㅞ [we]

またこの字母は造字の基本となる天・地・人を表す3つの基本字の一つでもあり、天を象る「ㆍ」との組み合わせで基本字母のㅏ ㅑ ㅓ ㅕ が作られる。ㆍがこの字母より右側（外）に位置すれば陽母音を、左側（内）に位置すれば陰母音を表す。

## 文字コード
| 名称               | 種類   | コード | HTML実体参照コード | 表示 |
| HANGUL LETTER I    | 単体字 | U+3163 | &#12643;           | ㅣ   |
| HANGUL JUNGSEONG I | 中声用 | U+1175 | &#4469;            | ᅵ     |